# Claudio Vásquez
Claudio Adrián Vásquez Lazo es un político chileno, fue militante del Partido Movimiento de Acción Popular Unitaria (MAPU) y actualmente del Partido por la Democracia. 
Nace en la comuna de Rengo, VI Región, el 27 de diciembre de 1947.

## Estudios
Los estudios primarios los realizó en el pueblo de Rosario VI Región y los secundarios en el Liceo de Hombres de Rengo. 
Durante 1970 a 1973, realizó cursó la carrera de Historia y Geogrrafía en el Instituto Pedagógico de la Universidad de Chile, sede Playa Ancha, ciudad de Valparaíso, los cuales fueron interrumpidos por el golpe de Estado de 1973. En dicha casa de estudios se adjudicó concursos de ayudante de cátedra de la profesora Berta Guiloff y de los profesores Robinson Gaete y Marcel Blanc, siendo exonerado por la dictadura militar de aquella calidad académica. 
Posteriormente siguió estudios de sociología e Historia en la ex República Federal Alemana.

## Trayectoria política
Fue electo presidente del centro de estudiantes del Liceo de hombres de Rengo.
En el año 1967, asume la Vicepresidencia de la Federación de Estudiantes Secundarios de Chile (FESECh).
Desde 1970 a 1971, Presidente del Instituto Pedagógico de la Universidad de Chile con sede en Valparaíso (Playa Ancha), actual Universidad de Playa Ancha, sumado a ello, posteriormente desempeño el cargo de Senador Universitario.
Entre 1972 a 1973, desempeñó el cargo de Subsecretario Regional del Movimiento Autónomo Popular Unitario (MAPU). Durante los meses posteriores al golpe de Estado, estuvo de manera clandestina hasta su asilo en el Consulado de la República Federal Alemana en Santiago de Chile. Posteriormente parte al exilio a finales de diciembre del año 1973.
En Alemania, fue asesor para América Latina de la Juventud Socialdemócrata Alemana (JUSOS), destacándose el presidente de ese entonces (1978-1980) el ex Canciller Federal alemán Gerhard Schroeder,
Al retornar al país, es electo Subsecretario General del Movimiento de Acción Popular Unitaria, en el congreso desarrollado en Punta de Tralca.
Colaboró en el plebiscito por la opción NO del año 1988, además conjuntamente con otros 15 presidentes y dirigentes de partido fundaría el año 1989 la Concertación de Partidos por la Democracia. 

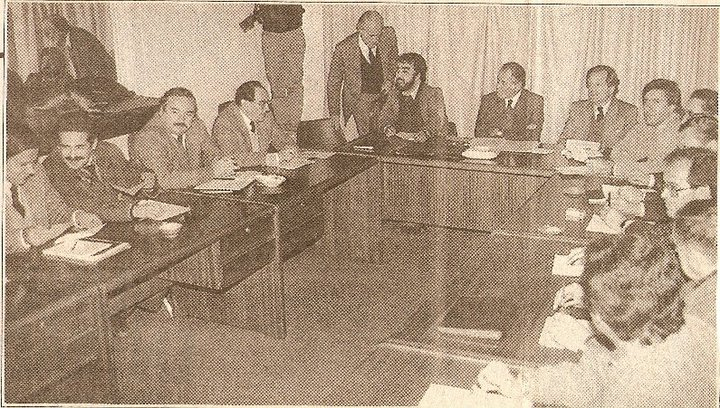
Reunión de los dieciséis de la Concertación de Partidos Por la Democracia. En la imagen Sr. Claudio Vásquez L. Representando al MAPU.

En el año 1990 es designado por el presidente Patricio Aylwin Embajador, siendo Jefe de Gabinete del Ministro de Relaciones Exteriores Sr. Enrique Silva Cimma y posteriormente 

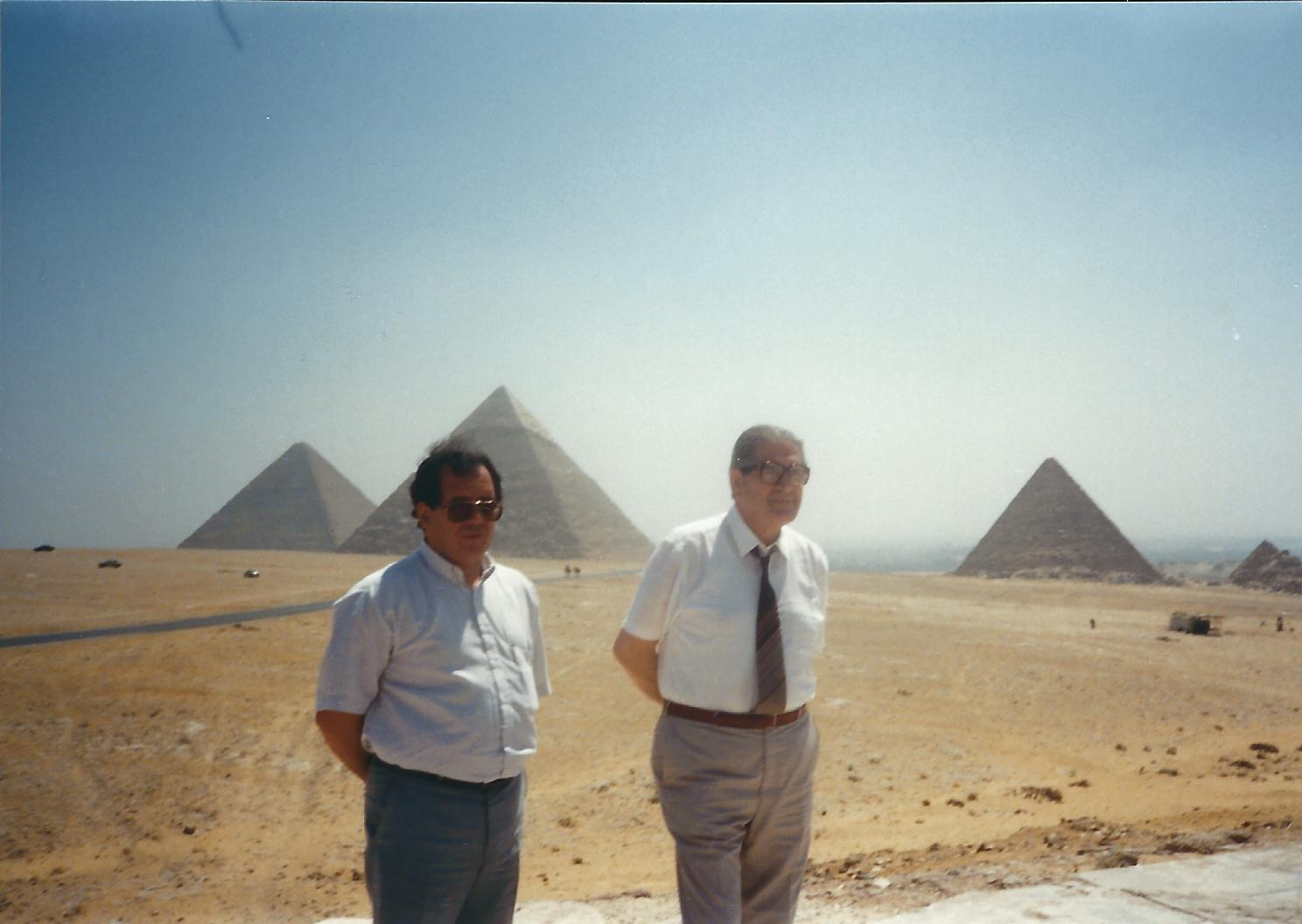
Visita diplomática a Egipto 1991. Sr. Enrique Silva Cimma Ministro de Relaciones Exteriores de Chile y Sr. Claudio Vásquez Lazo Embajador Jefe de Gabinete.

En el 1992, le correspondió establecer la Oficina Comercial de Chile para Centroamérica, en calidad de Embajador, la cual cobró importancia al gestar los primeros acercamientos para la suscripción del Tratado de Libre Comercio con dicha región.
En el año 1997, ingresó formalmente al Partido Por la Democracia, ocupando diversos cargos en los cuales se destacan: Secretario de Relaciones Internacionales; Secretario de Organización, Miembro de la Comisión Política y de la Directiva Nacional.
En los últimos años, ha participado en los comité de América Latina y el Caribe como también en los Consejos de la Internacional Socialista

## Trayectoria laboral
A comienzo de 1970, Fue Ayudante meritante de curriculum en Instituto Pedagógico de Playa Ancha, como también orientador técnico del Centro de Capacitación Laboral de la Pontificia Universidad Católica de Valparaíso, que dirigió el sacerdote Miguel Woodward, el cual es detenido desaparecido. 
Desde 1976 a 1980, asesoró a la Juventud Socialdemócrata Alemana (YUSOS) para América Latina. 
A inicios de 1980, fue destinado por la Agencia de Cooperación Alemana a través del Servicio de Ultramar, como encargado de proyectos para América Central.
En 1983, fundó el Centro de Estudios Sociales (CESOC) junto con el abogado constitucionalista Francisco Geisse Graep. Vásquez, fue presidente del directorio durante los años 1987 a 1990 y luego desde el año 1993 hasta 1996.
Durante 1990 a 1993 fue Embajador en el Ministerio de Relaciones Exteriores de Chile. Posteriormente asesoró al directorio del Banco de Concepción.
Durante el año 1995 fue agente y subgerente de ventas regional de la Línea Aérea del Cobre (LADECO). A raíz de la compra por parte de la familia Cueto controladora de Lan Chile, desde 1996 al año 2001, fue Gerente Comercial y de ventas de Lan Courier. 
Posteriormente y siguiendo la línea de logística de carga, se desempeñó en calidad de agente de las oficinas de carga de Santiago y Temuco de las empresas de Buses Jac, parte del holding de Turbus.
Al dejar dicho rubro, asesoró a los Ministros de Educación, Martín Zilic y Yasna Provoste. 
En los últimos años, se dedicó a asesorar a Municipalidades y empresas.

## Publicaciones y condecoraciones
En el año 1988 publica junto a Rafael Luís Gumucio el libro Desafío de la Soberanía Popular: Democracia y Partidos Políticos. En Alemania en el año 1978 publica el broshure "El Rol de los militares en el desarrollo Socio Económico de América Latina".
Ha publicado más de 100 artículos en la revista Ecuménica Amanecer (Nicaragua), revista Cono Sur(México), en los periódicos: El Nuevo Diario (Nicaragua), Las Últimas Noticias (Chile), Fortín Mapocho (Chile), La Época (Chile), La Nación (Chile) y en el diario electrónico "El Mostrador".
- Reconocimientos y condecoraciones
- Encomendador de Número Isabel la Católica (España)
- Gran Cruz de Río Branco (Brasil)
- Cámara Costarricense de la industria Alimentaría 1992(Costa Rica)
- Premio al Agregado Comercial de PRO Chile año 1992 por excelencia funcionaria (Fepach, Chile)
- Reconocimiento Casa Chile "Al Amigo" Embajador Claudio Vasquez año 1992(Costa Rica)